# تورخ ترویت

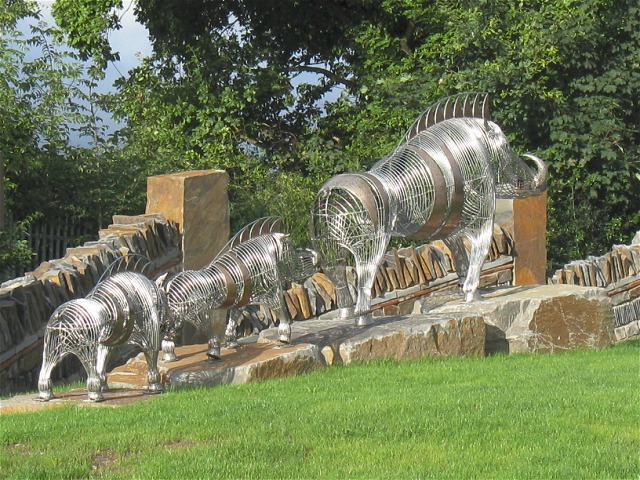
تورخ ترویت

تورخ ترویت یا تورچ ترویت گرازهای عظیم الجثه و جادویی در اساطیر ولزی می‌باشند. یکی از معروف‌ترین داستان‌ها که تورخ ترویت در آن ظاهر می‌شود, داستان عاشقانه کولوخ و اولون است. کولوخ عموزاده شاه آرتور معروف می‌باشد. کولوخ بابت نفرینی که شده عاشق اولون دختر ایسپادادن (ایزبادادن) می‌شود. ایسپادادن معادل ولزی بالور غول ایرلندی بود که پلک‌هایش را به زور چنگال باز نگه می‌داشت. ایسپادادن برای کولوخ شرط گذاشت که اگر اولون را می‌خواهد باید کارهای دشواری را انجام دهد (مشابه دوازده خوان هرکول یا هفت خوان رستم). دشوارترین این کارها پیدا کردن قیچی, تیغ و شانه میان دو گوش گرازی جادویی به نام تورخ ترویت بود. سرانجام کولوخ با کمک آرتور و شکارچی به نام مابون تورخ ترویت را مغلوب می‌کنند و قیچی, تیغ و شانه یافت می‌شود و کولوخ و اولون با هم ازدواج می‌کنند. 